# Neobisium perezruizi
Espèce
Neobisium perezruizi est une espèce de pseudoscorpions de la famille des Neobisiidae.

## Distribution
Cette espèce est endémique d'Andalousie en Espagne. Elle se rencontre dans les grottes du Complejo del Arroyo de la Rambla à Peal de Becerro.

## Description
Le mâle holotype mesure 2,65 mm.

## Étymologie
Cette espèce est nommée en l'honneur d'Antonio Pérez Ruiz.

## Publication originale
- Zaragoza & Pérez, 2013 : Hypogean pseudoscorpions (Arachnida) from Jaén province (Andalusia, Spain), with descriptions of four new species and a new synonymy. Zootaxa, no 3700(2), p. 201–225.